# L'Aventure du jazz
Pour plus de détails, voir Fiche technique et Distribution.
L'Aventure du jazz est un documentaire français réalisé par Louis Panassié de 1969 à 1972 avec le concours de son père, le critique de jazz Hugues Panassié.

## Synopsis
Le film présente 130 musiciens de jazz parmi les plus grands.

## Fiche technique
- Titre : L'Aventure du jazz
- Réalisation : Louis Panassié
- Pays :  France
- Genre : Documentaire
- Durée : 150 minutes
- Date de sortie
  -  France : 1972

## Distribution
- Louis Armstrong
- Duke Ellington Orchestra
- Jo Jones
- Milt Buckner
- Cozy Cole
- Rosetta Tharpe
- Memphis Slim
- John Lee Hooker

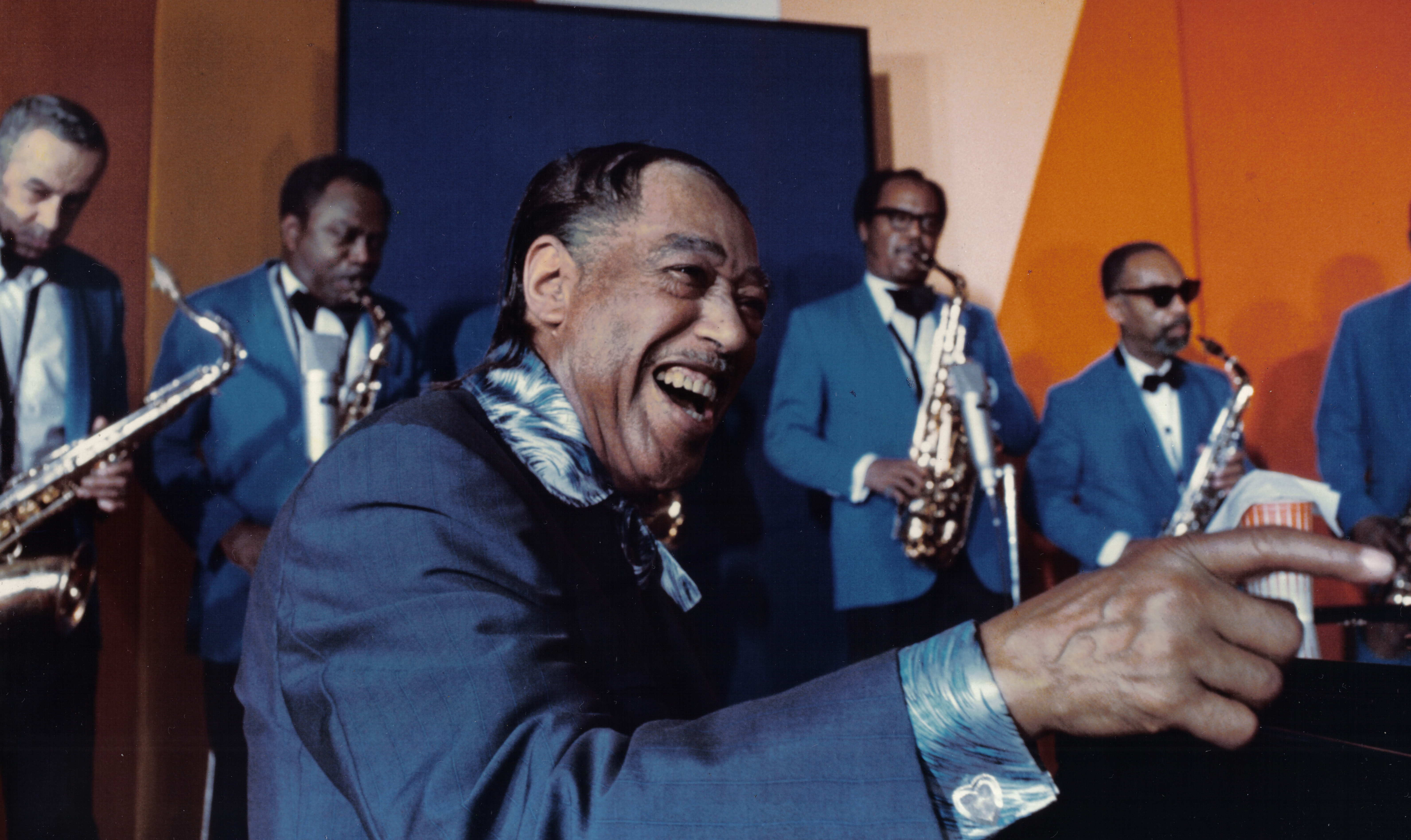
Duke Ellington dans L'Aventure du jazz.

- Buddy Tate Orchestra (Pat Jenkins, Eli Robinson, Ben Richardson, Buddy Tate, George Baker, Ted Sturgis, Cozy Cole)
- Lionel Hampton Orchestra
- Dick Vance Orchestra (Dick Vance, Eddie Barefield, Milt Sealy, Bernard Upson, Joe Marshall)
- Jimmy Slyde
- Willie "The Lion" Smith
- Charlie Shavers
- Mezz Mezzrow
- George Benson
- Eddie Barefield Orchestra (Milt Sealy, Bernard Upson, Joe Marshall)
- Edgar Battle
- Panassié Stompers (Buck Clayton, Vic Dickenson, Eddie Barefield, Budd Johnson, Sonny White, Tiny Grimes, Milt Hinton, Jimmy Crawford)
- Cliff Jackson
- Zutty Singleton